# Koen Janssens

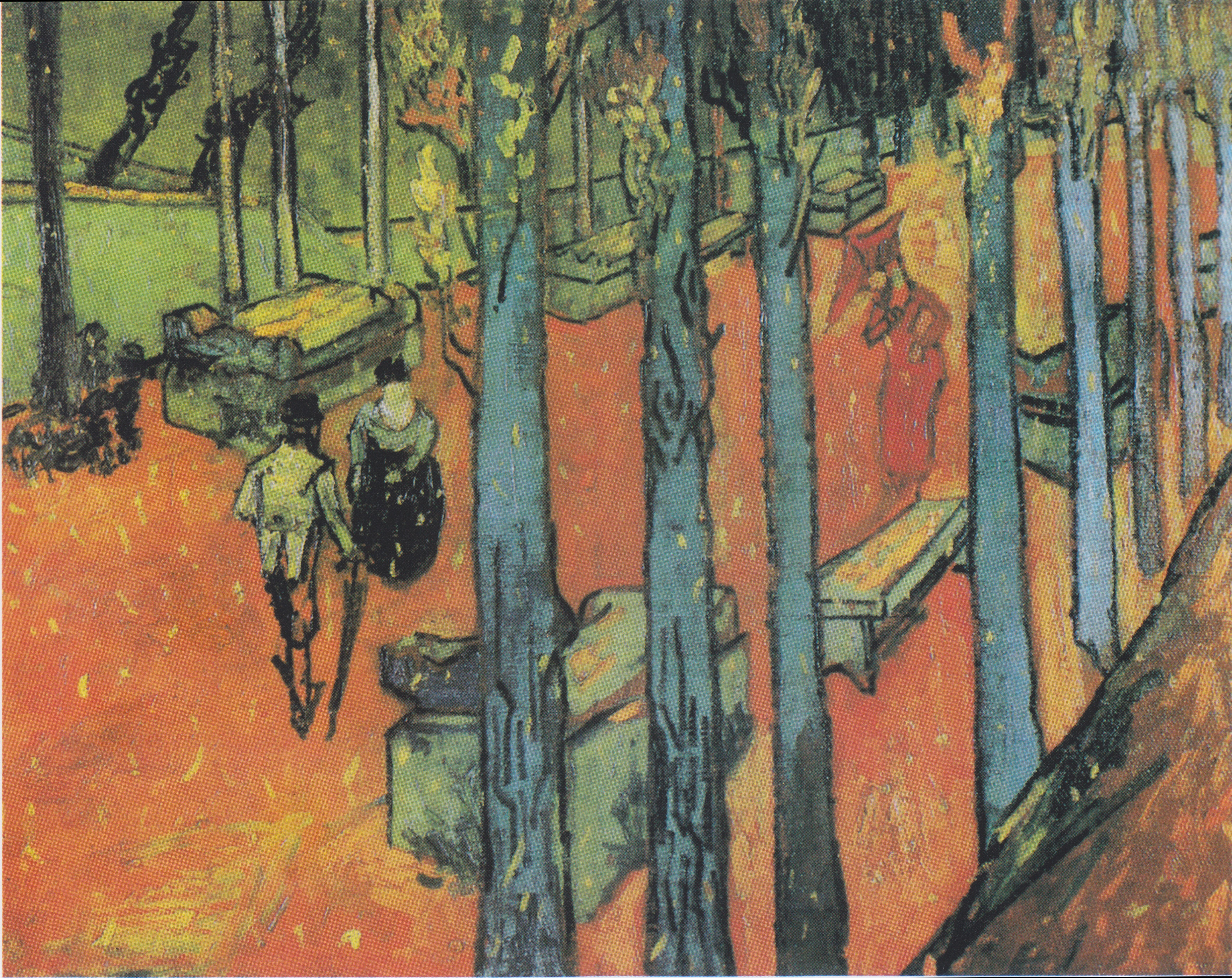
Das Forscherteam um Koen Janssens untersuchte den Abbau der leuchtend gelben Chromfarben in einen matten Braunton (Vincent van Gogh: Fallende Blätter).

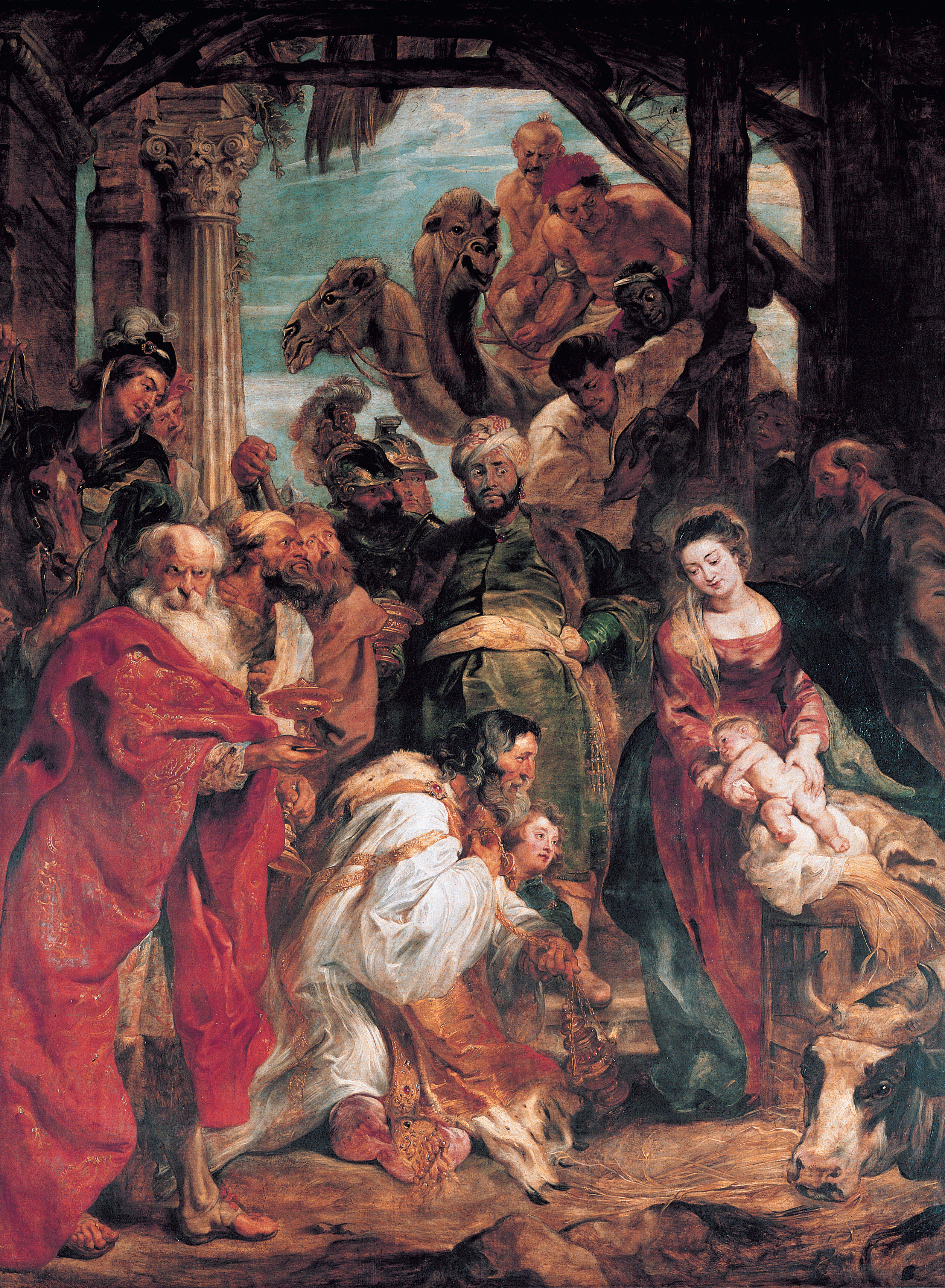
Die rote Farbe von Vermillion wird schwarz durch die Bildung von elementarem Quecksilber (Peter Paul Rubens: Anbetung der Könige)

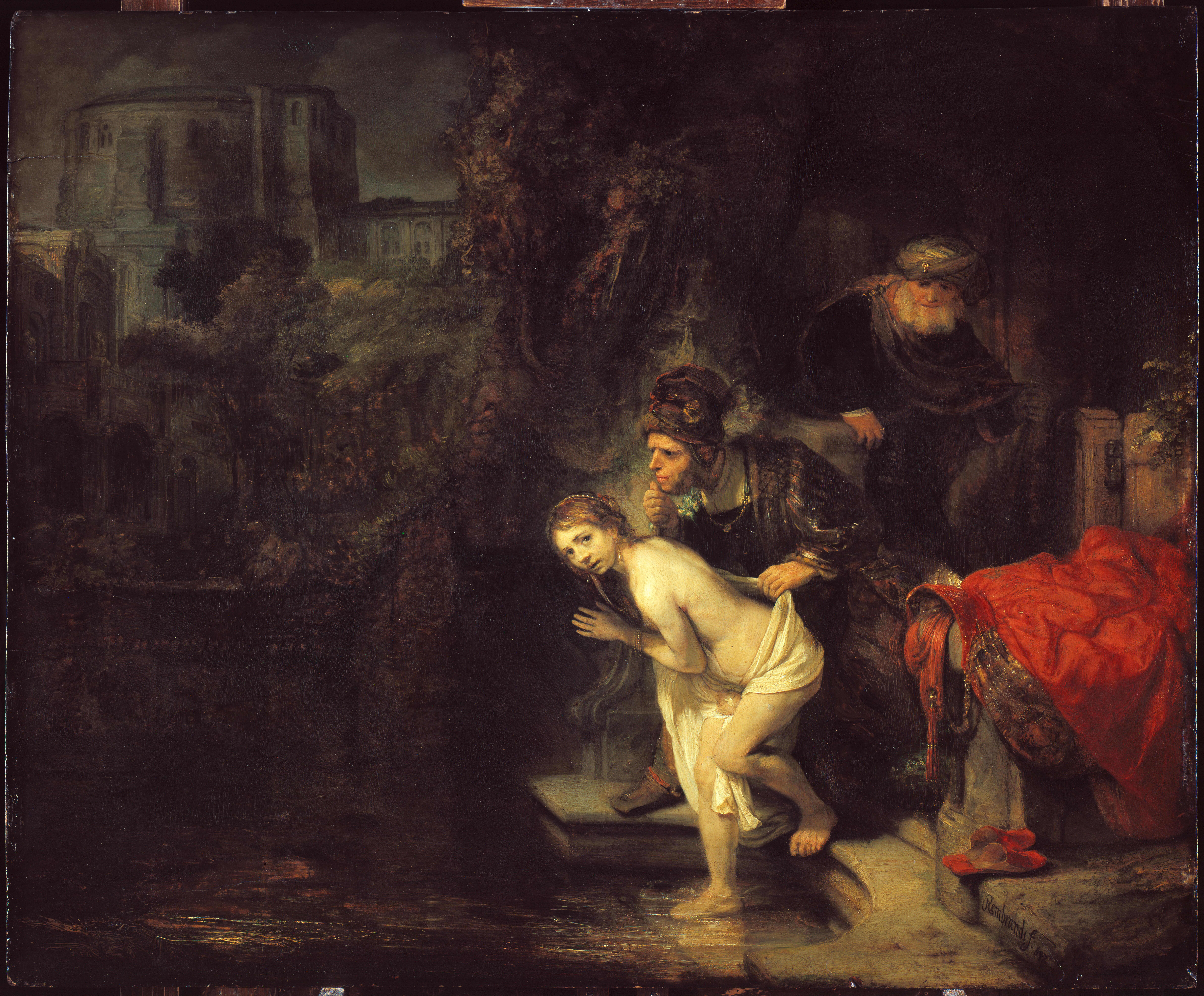
Am Gemälde Susanna und die Alten (Rembrandt) konnten die Vor- und Nachteile der Röntgenfluoreszenzanalyse mit der Autoradiographie verglichen werden. Bei diesem Gemälde wurde insbesondere das Pigment Beinschwarz untersucht.

Koen H. A. Janssens (* 1963) ist ein belgischer Chemiker. Er ist Professor an der Universität Antwerpen.
Janssen studierte Chemie und wurde von Piet van Espen an der Universität Antwerpen promoviert.
In seiner Forschung beschäftigt sich Janssens mit der Analyse von Farbpigmenten, insbesondere in historischen Gemälden und anderen Kunstwerken. Als Technik
verwendet er vor allem die Röntgenfluoreszenzanalyse, die ohne Beschädigung des Materials eingesetzt werden kann (nicht-destruktiv). Aus diesen Studien können wichtige Schlussfolgerungen zur Konservierung der Kunstgegenstände gezogen werden.
Janssens und Mitarbeiter konnten unter dem Gemälde Patch of Grass von Vincent van Gogh ein verstecktes Gesicht einer Frau sichtbar machen. In einem anderen Gemälde von Vincent van Gogh wurde die Verbindung Plumbonacrit nachgewiesen und damit wichtige Erkenntnisse über den Abbauprozess des roten Bleipigmentes Blei(II,IV)-oxid in Anglesit und Cerussit gewonnen. In einer weiteren Studie wurde das Verblassen der gelben Cadmiumsulfidpigmente
auf Gemälden von James Ensor untersucht.

## Werke
- K.H.A. Janssens (Ed.), F.C.V. Adams (Ed.), A. Rindby (Ed.): Microscopic X-ray Fluorescence Analysis. Wiley, 2000, ISBN 978-0-471-97426-0.
- K.H.A. Janssens (Ed.): Modern Methods for Analysing Archaeological and Historical Glass. 1. Auflage. Wiley, 2013, ISBN 978-0-470-51614-0.